# Arbejderbevægelsen
Arbejderbevægelsen er et samlende navn for den folkebevægelse som repræsenterer arbejderklassen og samler denne politisk og fagligt. Arbejderbevægelsen er især kommet frem efter den industrielle revolution, hvilket gjorde at den først opstod i Europa og siden spredtes alt eftersom industrialiseringen udvidedes.
Over hele verden har arbejderbevægelsens aktioner ført til reformer og arbejderrettigheder såsom fem dages arbejdsuge, mindsteløn, betalt ferie og opnåelse af otte timers arbejdsdag for mange arbejdere. Mange vigtige arbejderaktivister i nyere historie har forårsaget forandringer der var revolutionerende i datiden og nu regnes som grundlæggende.
Fagforeninger og massebevægelser som organiseres af fascister eller andre højre-kræfter regnes som oftest ikke til arbejderbevægelsen; en undtagelse fra dette er den såkaldte peronisme i Argentina.

## Arbejderbevægelsens historie

### Tidlige arbejderbevægelser i Storbritannien
Arbejderbevægelsen opstod i og med den industrielle revolution, som begyndte i Storbritannien omkring år 1750. Industrialiseringen førte til at produktionen forflyttedes fra værksteder til fabrikker hvor arbejderne blev anonyme overfor produktionsprocessen. Lønarbejdende håndværkere blev bortrationaliseret til fordel for maskiner på fabrikkerne. Det foranledigede at vævere, spindere og andre tekstilhåndværkere stormede fabrikker og ødelagde de maskiner som kunne producere så meget mere end dem. Denne tidlige bevægelse har fået navnet Luddisme.
År 1799 blev alle arbejdersammenslutninger forbudt i Storbritannien, eftersom man så dem som en trussel mod den frie konkurrence. Men på trods af loven dannedes flere mindre fagforbund, som dog måtte arbejde i hemmelighed. Fagforbundene blev forbudt i 1815 og kunne først fremtræde og arbejde offentligt fra 1824 hvor forbuddet mod fagforeninger ophævedes.
Flere nye sammenslutninger stiftedes, især inden for mine- og tekstilområdet. Tilmed en del strejker sattes i gang, men få lykkedes. Gennembruddet for fagforbundene var dannelsen af Grand National Consolidated Trades Union i 1834. Initiativtageren var industriejeren Robert Owen. Han havde opbygget sin tekstilfabrik i New Lanark efter egne idéer om arbejdernes sociale rettigheder, som han propagerede i skrifter og breve. I 1844 stiftedes det første forbrugerkooperativ i Rochdale.
Owen fortsatte sine planer gennem at opkøbe en hel landsby i USA og drive den som et antikapitalistisk kollektiv. Byen kaldtes New Harmony og lå i Indiana. Forsøget mislykkedes, men det lykkedes til gengæld Owen at få gennemført den første arbejderlovgivning i Storbritannien. Imidlertid sprængtes Grand National Consolidated Trades Union.
En ny bevægelse dannedes med krav om især udvidet valgret og sociale reformer. Bevægelsen blev kaldt chartisme efter skriftet The People's Charter som handlede om almen valgret uanset formue. Efter at titimersdagen indførtes i 1847 og kornlovene afskaffedes, ophørte bevægelsen. Mange af dens tilhængere blev siden tilhængere af Karl Marx og Internationalen.

### Tidlig socialisme
Den socialistiske bevægelses rødder går tilbage til den Franske Revolution og Jean-Jacques Rousseau. I Frankrig begyndte en bevægelse at vokse ved århundredeskiftet til 1800-tallet, bygget på blandt andet Rousseaus og dens ene leder François-Noël Babeufs tanker om et ligestillet samfund. Bevægelsen kaldte sig "De jævnbyrdige" og fik især tilhængere blandt arbejdere i byerne. Planerne om et oprør afsløredes dog inden de nåede at begynde. Babeuf og mange flere fængsledes. Han og bevægelsens anden leder, Augustin Alexandre Darthé, blev henrettet, men de øvrige slap.
Den socialistiske kamp slukkedes efter Babeufs død; ikke før cirka 1830 begyndte den at vokse igen. En del utopistiske socialister fremtrådte, blandt dem Charles Fourier og Henri de Saint-Simon. Fourier var også den som navngav kommunismen.

### En ny socialisme
I Tyskland havde arbejderne småt med muligheder for at ytre sig politisk i 1830'erne og -40'erne. Industrialismen var ikke rigtigt slået igennem som i Storbritannien og Frankrig. I 1833 stiftedes i Paris den første revolutionære tyske organisation, efter fransk inspiration. Organisationen blev kaldt Kommunisternes Forbund.
Det var også i Tyskland at socialismen skulle ændre og udvikle sig. I Berlin samledes en radikal gruppe, kaldet unghegelianere, omkring filosoffen Hegels tanker. Det var i denne gruppe at studenten Karl Marx udviklede sine tanker og vendte sig fra borgerlig unghegelianer til socialist. Marx var især inspireret af Saint-Simon, Fourier, Owen og Babeuf.
Det var i Paris i 1844 at Marx traf Friedrich Engels, en anden socialist. Begge kom i kontakt med det tyske Kommunisternes Forbund. Sammen skrev de i 1848 det Kommunistiske Partis Manifest, til denne organisastion. Manifestet kom til at påvirke arbejderbevægelsens ideologiske udvikling meget.
I 1848 udbrød også en revolution i Frankrig. En revolutionsregering indsattes, hvori et fåtal socialister indgik. Men i 1852 fik Napoleon III magten i Frankrig og regeringen sprængtes. Karl Marx og Friedrich Engels blev tvunget til at flygte fra Tyskland i 1849 og bosatte sig i stedet i London. Leder for den tyske arbejderbevægelse blev i stedet Ferdinand Lassalle. Lassalle og Marx var uenige på et antal hovedpunkter vedrørende arbejderbevægelsens ideologi. Lassalle gik ind for behovet for en stat, hvorimod Marx ville afskaffe den. Marx troede også på fagforeningernes betydning, hvilket Lassalle så som håbløst.
I begyndelsen af 1850'erne standsede hele arbejderbevægelsens fremgang, i og med gode konjunkturer og 1848-revolutionens fiasko. I Storbritannien opstod blandt faglærde arbejdere en konservativ bevægelse, New Model Unionism, som talte for velordnede forhandlinger.
Frem til midten af 1800-tallet var det især i Vesteuropa at socialismen fik tilhængere, hvis man ser bort fra de eksperimenter som udførtes i USA. Men omkring 1850 begyndte en russisk arbejderbevægelse at vokse frem. Lederne var navnlig Alexander Herzen og Mikhail Bakunin. Bevægelsen i Rusland var dog endnu ingen folkebevægelse men først og fremmest forankret i intellektuelle kredse.

### Den Første Internationales opkomst og fald
Mod slutningen af 1850'erne fik arbejderbevægelsen ny vind i sejlene efter en økonomisk krise og en bygningsarbejderstrejke i London i 1859, under hvilken man importerede strejkebrydere fra kontinentet. De britiske arbejdere blev derefter initiativtagere til udførelsen af den oprindeligt franske idé om et internationalt samarbejde inden for arbejderbevægelsen og grundlagde den Første Internationale (International Working Men's Association) i 1864. Karl Marx fik til opgave at skrive vedtægterne. Skriftet indledtes med det berømte citat: "Arbejderklassens frigørelse må erobres af arbejderklassen selv". Internationalen skulle holde en kongres hvert år og have et generalråd med sæde i London. Internationalens virksomhed blev dog mere symbolsk end reel. Det stimulerede mange at der fandtes en international sammenslutning for arbejdere. Dens evne til at gribe ind var begrænset, dog gav man støtte til strejker og kunne forhindre strejkebryderi mere effektivt og så videre.
Men Internationalen skadedes af indre stridigheder fra 1868 da Bakunin indtrådte. Bakunin og Marx kom i et modsætningsforhold, både personlighedsmæssigt og politisk. Marx, som var den ledende person i Internationalen, havde ringe magt og fortsatte sit arbejde med skriftet Kapitalen.
En krig mellem Frankrig og Tyskland brød ud i 1870. Krigen sluttede i en katastrofe for fransk vedkommende. Tyske tropper begyndte snart at belejre Paris, hvor arbejdernes had mod styret voksede. Socialistiske og anarkistiske bevægelser voksede med Internationalens hjælp. I begyndelsen af 1870 begyndte arbejderne i Paris at gøre væbnet modstand. Da tyskerne indtog byen voksede utilfredsheden mere og mere. Snart kunne arbejderne tage magten og Pariserkommunen oprettedes. Men kommunen kvaltes inden for to måneder. Pariserkommunen blev aldrig noget socialistisk forsøg eftersom der knap fandtes nogen ledelse. Kommunen var splittet og man kunne ikke få nogen administration i stand.
Med kommunens fald brød også den Første Internationale sammen. Ved kongressen i Haag i 1872 splintredes den, for i 1876 i Philadelphia åbent at medgive sin opløsning, efter det var lykkedes Marx at få hovedkontoret flyttet til New York så at anarkisterne ikke skulle få magten over organisationen. Den anarkistiske bevægelse havde, efter Bakunins død i 1876, fået en ny "leder" i Pjotr Kropotkin.

### Gothaprogrammet og tiden efter den Første Internationale
Tiden fra 1871 til Første Verdenskrig er blevet kaldt den anden industrielle revolution. På denne tid øgedes andelen af industriarbejdere. I Vesteuropa førte tekniske fremskridt, bedre boliger og nye social- og arbejdslove til bedre leveforhold. I Østeuropa var arbejderklassen fåtallig og geografisk koncentreret hvilket gjorde at deres behov ikke blev tilgodeset; revolutionære stemninger opstod i byerne. Efter den Første Internationales fiasko begyndte man at opbygge arbejderbevægelsen igen med faglige og politiske organisationer på national grund. Mod slutningen af 1800-tallet dannedes socialdemokratiske partier i mange europæiske lande. De ansatte i det store bureaukratiske apparat som arbejderbevægelsen opbyggede på denne tid nærmede sig mere og mere middelklassens livsstil og blev mere reformistisk.
Efter den udvikling som fulgte Pariserkommunens fald, gik de to tyske partier lassalleisterne og eisenacherne sammen. De sidstnævnte var et rent marxistisk parti mens lassalleisterne havde Lassalles tanker som ideologi. Partiet blev grundlagt ved en konference i byen Gotha i 1875 og kaldtes Sozialistische Arbeiterpartei Deutschlands. Marx var meget kritisk over for dette og skrev en kritisk analyse af partiets program, som senere blev udgivet af Engels under titlen Kritik des Gothaer Programms (Kritik af Gothaprogrammet). Men partiet fik et antal antisocialistiske love imod sig, love der især var udfærdigede af Bismarck. Snart blev partiets virksomhed ulovlig bortset fra de repræsentanter som fandtes i Rigsdagen. Ledelsen flyttedes udenlands men fortsatte med at høste valgfremgang, så Bismarcks forsøg på at standse bevægelsen mislykkedes.
I Frankrig var arbejderbevægelsen praktisk talt blevet knust i og med Pariserkommunens fald. En lov fra 1872 gjorde det forbudt at indgå i nogen form for internationale. En af de ledende i genopbyggelsen var Jules Guesde som stiftede et fransk arbejderparti, Parti ouvrier français, efter tysk forbillede. I dette parti fandtes også Karl Marx' svigersøn Paul Lafargue. Men enheden mellem arbejderne var kortvarig. Paul Brousse dannede snart et andet arbejderparti, og Guesde reorganiserede sit parti til et nyt.
Det var især anarkismen som voksede blandt de franske og spanske arbejdere. Centrum for bevægelsen i Frankrig blev Lyon, hvor tidsskriftet Le droit social begyndte at udkomme i 1881. Men også denne bevægelse havnede i konflikt med myndighederne og med en hel del fængselsdomme til følje. Den anarkistiske bevægelse havde ligesom den socialistiske indre splittelser, navnlig mellem rene anarkister og anarko-kommunister.

### Den Anden Internationale og en ny arbejderbevægelse
Den tyske arbejderbevægelse var den som klarede sig bedst efter Pariserkommunens fald i 1871. Også den franske arbejderbevægelse begyndte at vokse i 1880'erne. Tankerne om en genoprettelse af internationalen begyndte at modnes. Den Anden Internationale blev stiftet i Paris i 1889 af blandt andre Wilhelm Liebknecht, August Bebel, Eduard Bernstein, Jules Guesde, Victor Adler og Keir Hardie. Denne Internationale kom til at få en betydelig politiske rolle frem til Første Verdenskrig. Efter Haymarketmassakren den 1. maj 1886 i Chicago, USA, besluttede den Anden Internationale at Første maj skulle være den Internationale Arbejderdag i 1889, og de første Første maj-demonstrationer fandt sted i 1890.
I Tyskland, efter Bismarcks mislykkede forsøg på at kvæle bevægelsen, begyndte man i stedet at forsøge at integrere socialisterne. Efter socialistlovens ophævelse i 1890 kunne socialdemokratiet i Tyskland begynde at genopbygge sin bevægelse. Man havde sit første møde to uger efter lovens ophævelse i Halle, og i Erfurt året derpå antoges et nyt partiprogram, kaldet Erfurtprogrammet, skrevet delvis af Karl Kautsky og klart marxistisk. Dette program udrensede de sidste dele af lassalleismen som var tilbage siden Ghotaprogrammet. Efter den hårde tid under Bismarcks love var bevægelsen sammensvejset. Foruden selve partiet fandtes også en kvinde- og en ungdomsbevægelse. Den tyske bevægelse udgav også flere tidsskrifter, blandt hvilke Die Neue Zeit (1883-1928) var den fremmeste.
Mod slutningen af 1800-tallet begyndte atter sprækker at vise sig inden for arbejderbevægelsen i Tyskland. Der var dels Karl Kautsky og Georg von Vollmar i Bayern med flere som havde marxistiske tanker, men dels en mere og mere fremtrædende person inden for arbejderbevægelsen, Eduard Bernstein, som tog afstand fra mange af Karl Marx' idéer. Ved det socialdemokratiske partis kongres i Hannover i 1889 vendte Kautsky sig mod Bernsteins opfattelse. Kautsky fik den største støtte ved kongressen, hvilket han også fik i Dresden i 1903. Men partiets reelle politik var baseret på Bernsteins tanker, Bernstein som også var rigsdagsmedlem. Samme år, 1903, opnåede partiet yderligere fremgang i stemmetal ved valget. Samtidig udformedes en venstrefløj inden for partiet. Denne blev først og fremmest ledt af Rosa Luxemburg og Karl Liebknecht. Efter den Russiske Revolution 1905 fik arbejderbevægelsen i hele Europa vind i sejlene. Under kongressen i Jena i 1905 var August Bebel, partiets leder, nær ved at starte en generalstrejke. Men dette startede en stærk modoffensiv fra revisionisterne. Bebel døde i 1913 og et generationsskifte begyndte inden for partiet. Man fik det dog svært frem til og under Første Verdenskrig.
I Frankrig fik arbejderbevægelsen voksende parlamentarisk indflydelse fra 1889. Men den øgede indflydelse førte dog ikke til en større enighed, snarere tværtimod. Bevægelsen splittedes og et nyt parti dannedes, med anarkistiske rødder. Dette førte ikke til nogen større indflydelse. Den syndikalistiske bevægelse, som arbejdede inden for det faglige område, kunne i stedet vinde terræn.
Arbejderbevægelsen fik også fremdrift omkring århundredeskiftet gennem katolsk sociallære som begyndte i 1891 med offentliggørelsen af pave Leo 13.'s bulle, Rerum novarum, eller "Kapitalens og arbejdets rettigheder og forpligtelser", i hvilken han talte for en række reformer, blandt andet begrænsning af arbejdsdagens længde, en højere mindsteløn, afskaffelse af børnearbejde, arbejdernes ret til at organisere sig samt states pligt til at regulere arbejdsforholdene. I USA var Mary Harris Jones, bedre kendt som Mother Jones sammen med National Catholic Welfare Council i begyndelsen af det 20. århundrede af stor betydning i kampen for at afskaffe børnearbejde.
I Danmark havde Louis Pio i 1871 taget initiativ til Den Internationale Arbejderforening for Danmark, foreløberen for Socialdemokratiet. Et gennembrud for den danske fagbevægelse opnåedes med Septemberforliget i 1899 efter 100 dages storkonflikt. Heri anerkendtes fagforeningernes ret til at indgå fælles aftaler om løn- og arbejdsforhold – og omvendt også arbejdsgivernes ret til at lede og fordele arbejdet.
I Storbritannien varede det til år 1900 inden Labour Party stiftedes som de britiske fagforbunds politiske organisation.

### Arbejderbevægelsen under Første Verdenskrig
Idealet om international solidaritet mellem arbejderne viste sig ikke at kunne stå imod de nationalistiske kræfter som livede op under Første Verdenskrig. Staternes mobilisering til krigen medførte nedprioritering af de klassiske spørgsmål for arbejderbevægelsen i de fleste lande, men samtidig indebar krigen en øget efterspørgsel og mindre udbud af arbejdskraft, hvilket gavnede de arbejdere som ikke var draget ud i krig og indebar også en større mulighed for kvinderne at få adgang til de klassisk mandlige industrijob. Men trods de noget forbedrede arbejdvilkår for mange arbejdere, indebar Første Verdenskrig en tilbagegang og national opsplittelse af arbejderbevægelsen.
I det krigstyngede Rusland førte Oktoberrevolutionen i 1917 til at et kommunistisk styre støttet af arbejderbevægelsen opnåede magten. Efter en borgerkrig omdannedes det forhenværende kejserrige til Sovjetunionen fra 1922.

### Den Tredje Internationale (den Kommunistiske Internationale)
Den Tredje Internationale, ofte kaldet Komintern eller den Kommunistiske Internationale, var en sammenslutning af kommunistiske partier fra hele verden. Medlemspartierne udgjorde sektioner i et verdensomspændende kommunistparti. Internationalen dannedes under ledelse af Grigorij Zinovjev i Moskva i 1919, og opløstes af Josef Stalin i 1943. Hovedkvarteret var placeret i Moskva, og dens længstsiddende formand var den bulgarske kommunist Georgi Dimitrov.

### Socialdemokratisk velfærdspolitik i Vesteuropa
Arbejderbevægelsen fik stor indflydelse i Vesteuropa efter Anden Verdenskrig. Efter en valgsejr i 1945 kunne Labour gennemføre store reformprogrammer i Storbritannien. I 1951 rekonstrueredes den Anden Internationale i Frankfurt som Socialistisk Internationale. Denne tog tydeligt stilling for demokratisk socialisme. De nordiske socialdemokrater blev med deres lange perioder ved magten til forbilleder for reformister i Vesteuropa. Samtidig blev arbejderbevægelsen i Sydeuropa mere radikal, men også mere politiske isoleret.